# ダンスパーティー

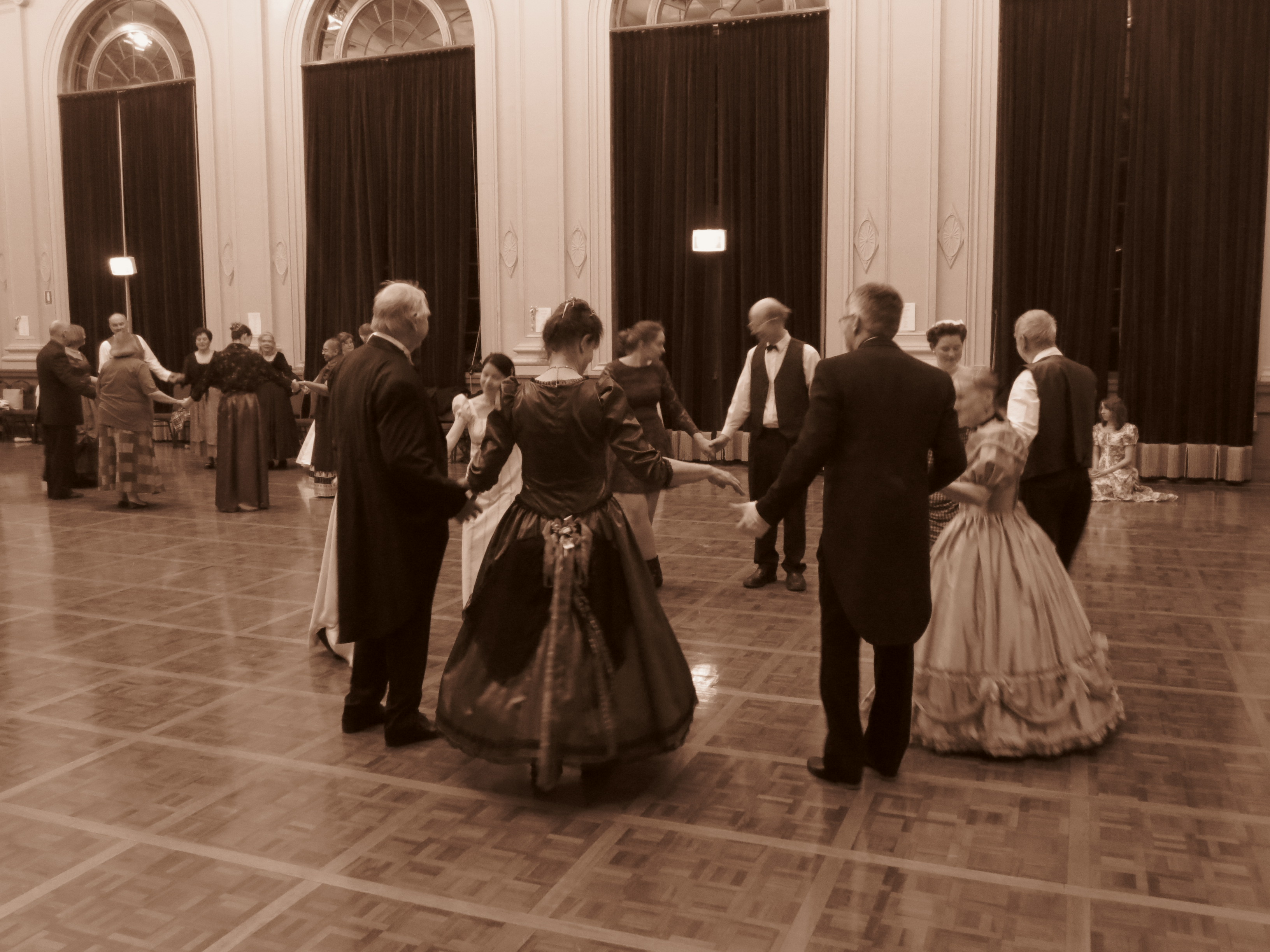

ダンスパーティー（Dance party）とは、多人数でダンスを楽しむ催し。昭和初期〜中期には主に社交ダンスの場の名称に用いられ、「ダンパ」の略称も生まれた。当時のヒット曲に林伊佐緒の『ダンスパーティーの夜』（1950年）がある。昭和後期以降はディスコやクラブ、コスプレイベントでの催しにも用いられるようになった。和製英語ではなく、欧米でも用いることがあるが、社交ダンスイベントを指す場合は単に「a dance」と呼ぶのが一般的である。

## クラブカルチャーにおけるダンスパーティー

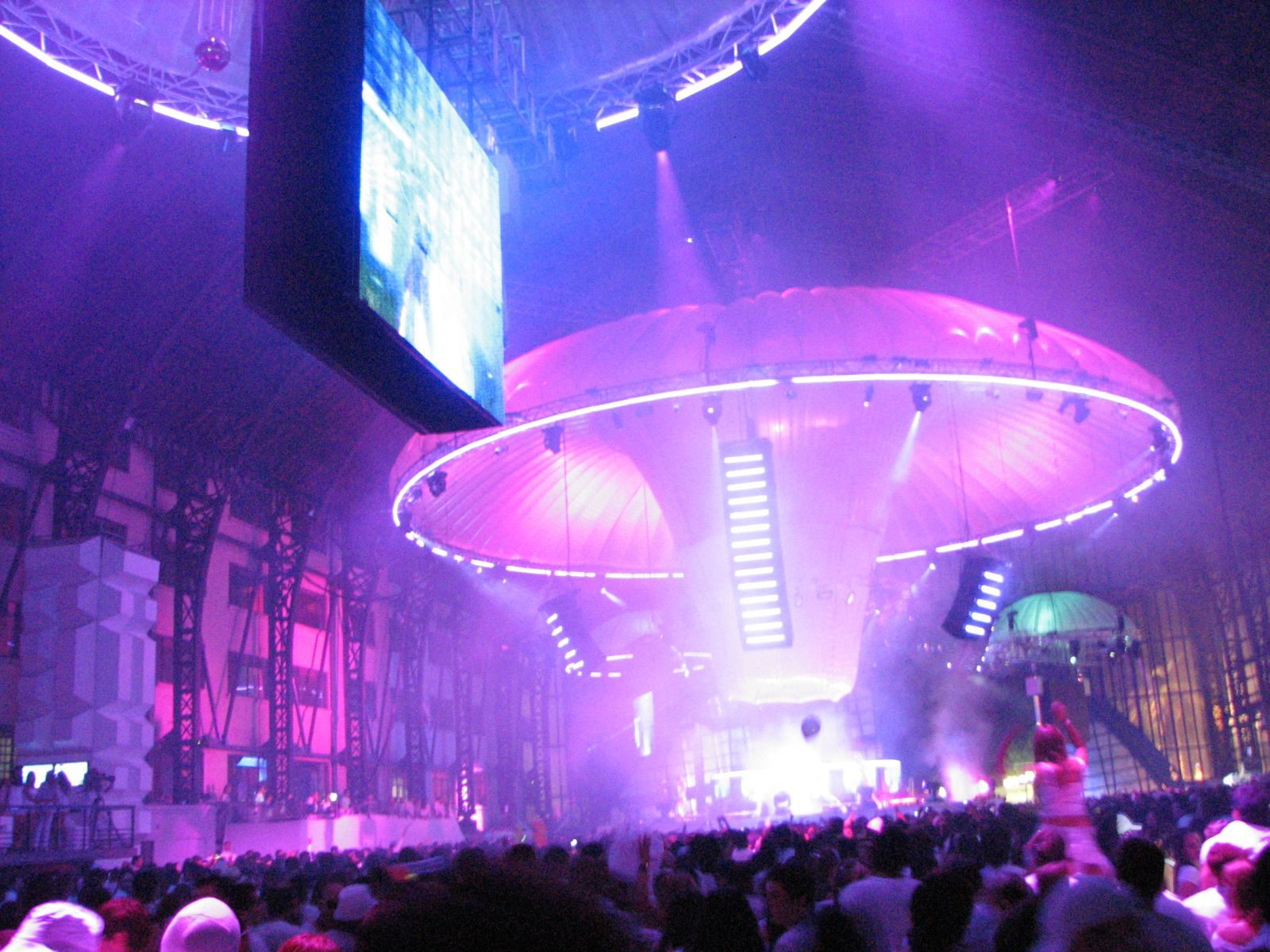

バー、ナイトクラブなどで、ポップ、ディスコ、エレクトロニカ、ハウス、テクノ、トランスなどのダンスミュージックによってダンスをするもの。
楽曲は通常、ディスクジョッキーによって選曲・演奏され、PAシステムなど強力な音響設備によって流される。ダンスによる自己表現が不可欠であるため、参加者間の会話は重要ではない。
10代後半など若者に人気がある。通常、夜に行われ、ストロボスコープなど照明による演出を伴う。
興奮を高めるためにエクスタシー(MDMA)などの違法な薬物乱用が行われる場合もあり、社会問題となることがある。